# Wallentinyi Samu (szerkesztő)
Wallentinyi Samu (Juczkó Simon; Rimaszombat, 1906. május 1. – Budapest, 1968. augusztus 3.) újságíró, lapszerkesztő, költő, könyvkereskedő, antikvárius.

## Élete
Édesapja dr. Wallentinyi Dezső (1873-1924) tanár, édesanyja Győry Ida volt. Szülővárosában, majd Miskolcon járt középiskolába. 1938-tól Budapesten élt.
A Magyar Újságírók Szövetsége tagja.
Testvérei voltak Győry Dezső költő, író, újságíró, István, Ida és Erzsébet.

## Művei
- 1929 Szenvedések. Rimaszombat. (Verseskötete J.S. néven)
- 1934 Hegyvidéki bokréta. A szlovenszkói és ruszinszkói magyar írók prózai antológiája. Rimaszombat.
- 1937 Uj magyar líra 1919-1936. A szlovenszkói és kárpátaljai magyar költők lírai antológiája. Kassa.